# Yuan Jia Nan
Yuan Jia Nan (auch Jia Nan Yuan bzw. Yuan Jianan, chinesisch 袁嘉楠, Pinyin Yuán Jiānán; * 11. Mai 1985 oder 11. Juli 1985 in Zhengzhou, Provinz Henan) ist eine französische Tischtennisspielerin. 
In der Volksrepublik China geboren, zog sie im Alter von 18 Jahren nach Frankreich, wo sie 2011 die französische Staatsbürgerschaft erlangte. Seit 2018 vertritt sie ihr neues Land bei internationalen Turnieren. Dabei gewann sie bei der Europameisterschaft 2020 zwei Bronzemedaillen sowie Silber im Mixed beim WTT Series (Contender). Außerdem nahm Yuan an den Olympischen Spielen 2020 teil, wo sie mit Emmanuel Lebesson den 4. Platz im Mixed-Wettbewerb erreichte. Darüber hinaus ist sie fünffache französische Meisterin im Einzel.
Bei der Tischtennis-Europameisterschaft 2022 in München gewann sie Gold im Mixed-Doppel mit Emmanuel Lebesson. Beim Europe Top 16 Cup 2024 in Montreux gewann sie Gold im Einzel.

## Turnierergebnisse
| Verband | Veranstaltung               | Jahr | Ort         | Land | Einzel        | Doppel        | Mixed         | Team           |
| ------- | --------------------------- | ---- | ----------- | ---- | ------------- | ------------- | ------------- | -------------- |
| FRA     | Europameisterschaft         | 2022 | München     | ENG  | Viertelfinale |               | Gold          |                |
| FRA     | Europameisterschaft         | 2021 | Cluj-Napoca | ROU  |               |               |               | Halbfinale     |
| FRA     | Europameisterschaft         | 2020 | Warschau    | POL  | letzte 32     | Halbfinale    | Halbfinale    |                |
| FRA     | Europe Top 16               | 2024 | Montreux    | SUI  | Gold          |               |               |                |
| FRA     | Olympische Spiele           | 2020 | Tokio       | JPN  | letzte 32     |               | 4. Platz      | 9. – 16. Platz |
| FRA     | WTT Series (Star Contender) | 2021 | Doha        | QAT  | letzte 32     |               | Viertelfinale |                |
| FRA     | WTT Series (Contender)      | 2021 | Doha        | QAT  | letzte 32     | Viertelfinale | Silber        |                |
| FRA     | Challenge Series            | 2020 | Maskat      | OMN  | Viertelfinale |               |               |                |
| FRA     | Challenge Series            | 2020 | Lissabon    | POR  | letzte 64     | Viertelfinale | Gold          |                |
| FRA     | Challenge Series            | 2019 | Guadalajara | ESP  | letzte 16     | Gold          |               |                |
| FRA     | World Tour                  | 2020 | Magdeburg   | GER  | letzte 32     | letzte 16     |               |                |
| FRA     | World Tour                  | 2019 | Shenzhen    | CHN  | letzte 128    | letzte 16     | letzte 16     |                |
| FRA     | World Tour                  | 2019 | Hongkong    | HKG  | letzte 64     | letzte 16     | letzte 16     |                |
| FRA     | World Tour                  | 2019 | Stockholm   | SWE  | letzte 32     | letzte 16     | letzte 32     |                |
| FRA     | World Tour                  | 2019 | Bremen      | GER  | letzte 32     | letzte 16     |               |                |
| FRA     | World Tour                  | 2019 | Linz        | AUT  | letzte 32     | letzte 16     | Halbfinale    |                |